# أبرشية سانت مارك
أبرشية سانت مارك هي أصغر أبرشيات غرينادا من ناحية المساحة والسكان وتقع في شمال غرب الجزيرة.